# Little man computer
Little man computer (LMC) är en pedagogisk modell av en dator, skapad av Dr Stuart Madnick år 1965. LMC används vanligen för att lära elever, eftersom det är en enkel modell inom von Neumann-arkitekturen – som har alla de grundläggande funktionerna i en modern dator. Den kan programmeras i maskinkod (om än i decimal istället för binär) eller assemblerkod.

## Källhänvisningar
Den här artikeln är helt eller delvis baserad på material från engelskspråkiga Wikipedia, Little man computer, 9 juni 2014.
1. ↑  ”Little Man Computer”. Illinois State University. 1 maj 2000. Arkiverad från originalet den februari 27, 2009. https://web.archive.org/web/20090227005033/http://www.acs.ilstu.edu/faculty/javila/lmc/. Läst 8 mars 2009.
2. ↑  Yurcik, W.; Osborne, H. (2001-12). ”A crowd of Little Man Computers: visual computer simulator teaching tools”. Proceeding of the 2001 Winter Simulation Conference (Cat. No.01CH37304) 2:  sid. 1632–1639 vol.2. doi:10.1109/WSC.2001.977496. https://ieeexplore.ieee.org/document/977496/. Läst 28 augusti 2022.
3. ↑  Yurcik, William; Brumbaugh, Larry (2001-02-01). ”A web-based little man computer simulator”. Proceedings of the thirty-second SIGCSE technical symposium on Computer Science Education (Association for Computing Machinery):  sid. 204–208. doi:10.1145/364447.364585. https://doi.org/10.1145/364447.364585. Läst 28 augusti 2022.
4. ↑  Osborne, H.; Yurcik, W. (2002-11). ”The educational range of visual simulations of the Little Man Computer architecture paradigm”. 32nd Annual Frontiers in Education 3:  sid. S4G–S4G. doi:10.1109/FIE.2002.1158742. https://ieeexplore.ieee.org/document/1158742/. Läst 28 augusti 2022.